# Station Venezia Santa Lucia

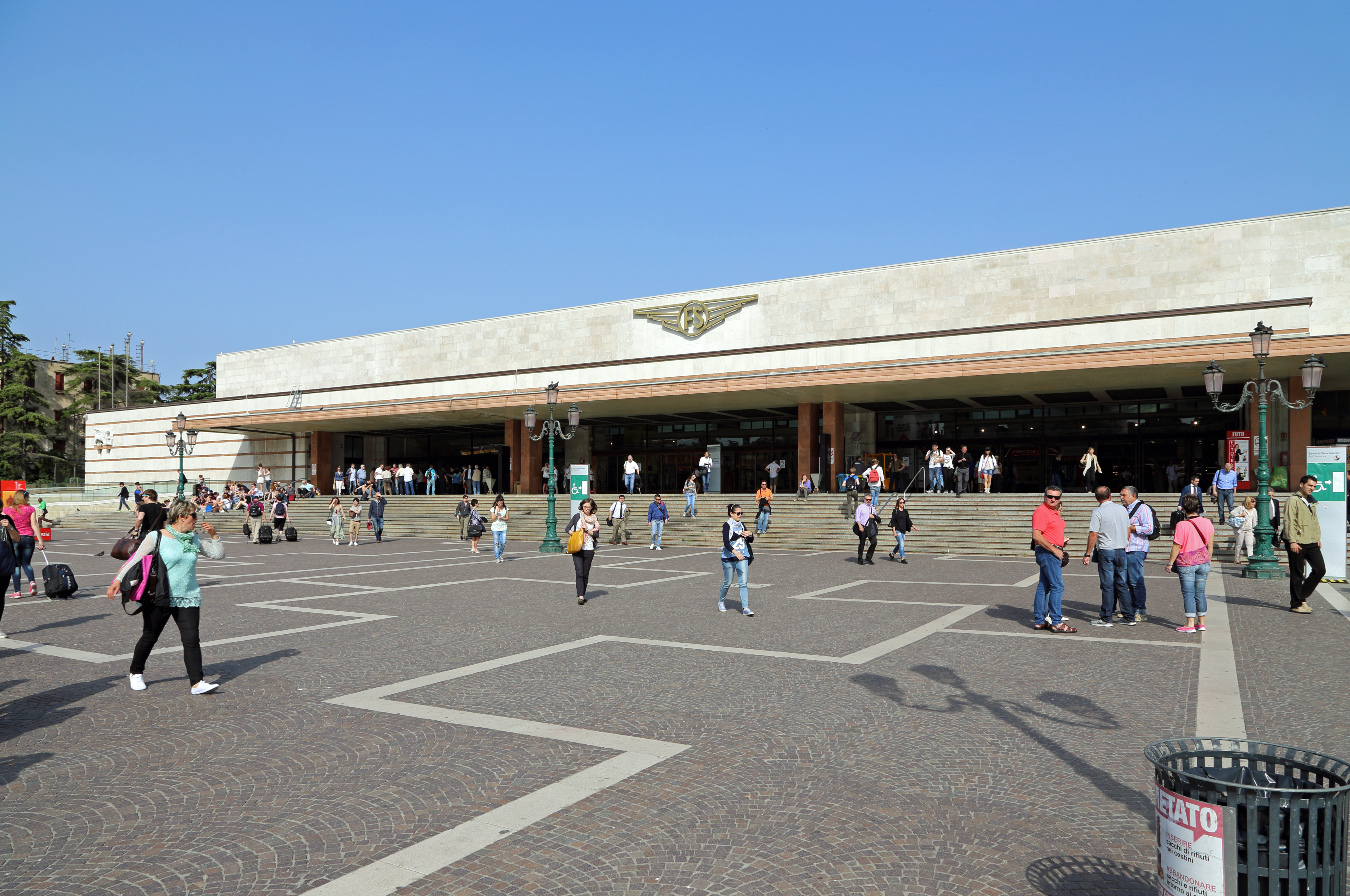
Voorzijde van het Santa Luciastation

Station Venezia Santa Lucia is een spoorwegstation in Venetië (Italië).
De naam is afkomstig van de Santa Lucia-kerk, die hier oorspronkelijk stond en voor de bouw van het station in 1861 werd afgebroken.
De Ponte della Libertà verbindt het station met het vasteland van Italië.